# Йылдырым, Фатма Видади кызы
Фатма Видади кызы Йылдырым (азерб. Fatma Vidadi qızı Yıldırım; род. 12 января 1973 года, Баку, Азербайджанская ССР) — государственный и политический деятель. Депутат Милли меджлиса Азербайджанской Республики VI, VII созывов, член комитета по природным ресурсам, энергетике и экологии, член комитета по науке и образованию.

## Биография
Фатма Йылдырым родилась 12 января 1973 году в городе Баку, Азербайджан в семье профессора Видади Юсиф оглы Алиева. С 1990 по 1995 год обучалась в Бакинском государственном университете (БГУ) по направлению "Физика". Кандидат физико-математических наук.
С 2012 по 2016 год Фатма Йылдырым работала заместителем начальника отдела человеческих ресурсов в Государственном историко-архитектурном заповеднике Ичери-шехер, а с 2016 по 2018 годы была заведующей отделом человеческих ресурсов в Государственном агентстве жилищного строительства (МИДа).
С 2018 года работала в Государственном комитете по градостроительству и архитектуре Азербайджана в должности заведующего отделом.
С 2012 года была заместителем председателя территориальных организаций партии "Новый Азербайджан", а также возглавляла Объединенный комитет профсоюзов. Является учредителем и руководителем созданного в 2003 году в Королевстве Бельгия "Центра азербайджанцев Европы".
На парламентских выборах, состоявшихся 9 февраля 2020 года, Фатма Йылдырым, кандидат от партии "Ени Азербайджан" (ПЕА), была избрана депутатом Милли меджлиса VI созыва по 93-му Бардинскому городскому округу с 65,70% голосов[3] 
На выборах в Национальное собрание Азербайджана VI созыва, баллотировалась по Бардинскому городскому избирательному округу № 93. По итогам выборов одержала победу и получила мандат депутата Милли меджлиса Азербайджанской Республики. С 10 марта 2020 года приступила к депутатским обязанностям. Является членом комитета по науке и образованию, а также комитета по природным ресурсам, энергетике и экологии. Член рабочих групп по связям с парламентами Бельгии, Чехии, Израиля, Италии, Казахстана, Латвии, Нидерландов, Узбекистана, России, Саудовской Аравии, Турции. Член азербайджанской делегации в Парламентской ассамблее ГУАМ.
В 2024 году на парламентских выборах в Азербайджане, которые состоялись 1 сентября, одержала победу в Бардинском избирательном округе №99. Официально избрана депутатом Милли Меджлиса Азербайджана седьмого созыва, первое заседание которого состоялось 23 сентября 2024 года.
Замужем, имеет двоих детей.